# Rut (Einheit)
Rut war ein Schweizer Volumenmass für Getreide in Solothurn. Das Mass entsprach dem Sechzehnerli im Schweizer Kanton Bern.
- 1 Rut = ¼ Immi = 1/16 Mass = 0,828 Liter